# توم بوت
توم بوت (بالإنجليزية: Tom Butt)‏ هو سياسي أمريكي، ولد في 23 مارس 1944. حزبياً، نشط في الحزب الديمقراطي.